# Trận Ichi no Tani
Ichi-no-Tani (一の谷) là một thành của nhà Taira tại Suma, ở về phía tây của tỉnh Kobe ngày nay. Nó nằm trên dải bờ biển hẹp, giữa núi ở phía bắc, và biển ở phía nam. Địa thế này phòng thủ tốt, nhưng cũng rất khó đưa quân vào thành. Minamoto no Yoshitsune chia quân làm 3 đường. Lực lượng của Noriyori tân công quân Taira tại đền Ikuta, một ngôi đền bằng gỗ cách đó không xa về phía đông. Cánh thứ hai, không quá 100 kỵ binh, leo lên núi, nhìn xuống thành của nhà Taira từ phía bắc, trong khi số còn lại tấn công cùng Yoshitsune, từ phía tây, dọc bờ biển.

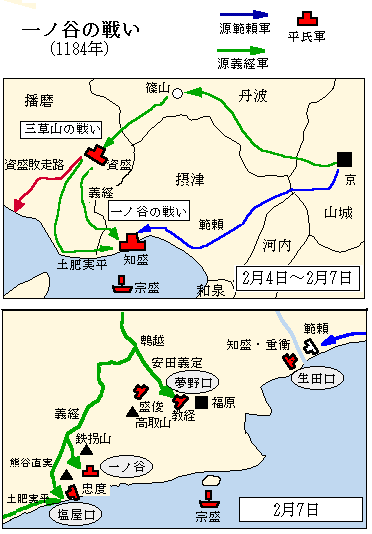
Bản đồ chiến thuật của trận đánh.

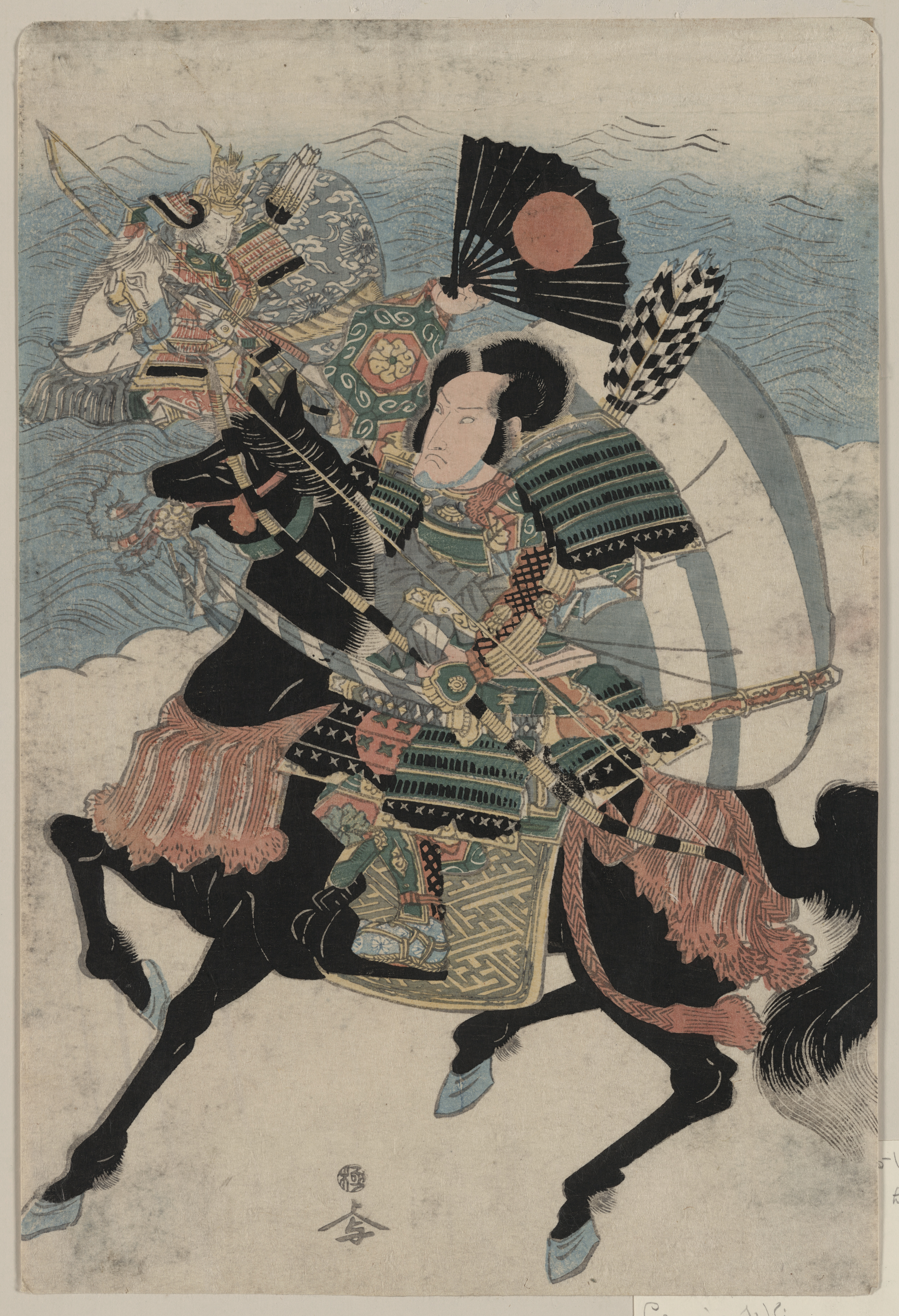
Hai samurai Kumagai Naozane và Taira no Atsumori, tranh khắc gỗ, khoảng 1820.

Vào giờ đã định, cả ba cánh đều tiến quân, bao vây thành, và nổi lửa đốt nó. Rất nhiều binh lính Taira chạy lên các con thuyền của họ, và đi đến Yashima, nhưng Taira no Tadanori bị giết, và Shigehira bị bắt.
Ichi-no-Tani là một trong những trận đánh nổi tiếng nhất trong Chiến tranh Genpei, phần lớn là vì riêng trận đánh đã diễn ra ở đây. Benkei, có lẽ là tăng binh nổi tiếng nhất, chiến đấu cùng với nhà Minamoto nơi đây, và rất nhiều chiến binh tài giỏi và quan trọng của nhà Taira cũng có mặt ở đó. Cái chết của Taira no Atsumori mới 16 tuổi về tay Kumagai no Naozane là một đoạn đặc biệt nổi tiếng trong 'Heike Monogatari'. Nó đã được chuyển thể lên sân khấu kịch noh và kabuki, và trong văn chương đại chúng, Oda Nobunaga thường được tả lại là biểu diễn vở kịch noh khi sắp chết ("ningen goju nen geten no uchi wo kurabureba, yumemaboroshi no gotoku nari"). Có thể nói rằng, cái chết của Atsumori là một trong những trận đấu tay đổi nổi tiếng nhất trong Lịch sử Nhật Bản.
Ichi-no-Tani là lần cuối cùng còn ghi lại được về việc nỏ được sử dụng trong các cuộc hãm thành ở Nhật Bản.